# Un marido a precio fijo
Pour plus de détails, voir Fiche technique et Distribution.
Un marido a precio fijo est un film espagnol de 1942, écrit et dirigé par Gonzalo Delgrás. Le scénario de cette comédie se basé sur le roman éponyme de l'écrivaine Luisa-María Linares. Le film présente un exemple de la danse populaire de l'époque Le tipolino.
Le roman a déjà été adapté au théâtre par Daniel España, le rôle principal étant joué par Isabel Garcés et Fernando Rey.

## Synopsis
L'héroïne, Estrella, est la filleule du riche roi du cirage synthétique. Dans le but de créer du marketing, Estrellita suscite l'intérêt de la radio et des journaux. La millionnaire laisse son petit ami en plan au milieu d'une dispute ; il s'agit d'un quadragénaire à l'allure ennuyeuse, et elle le quitte pour voyager à travers différents pays d'Europe. Dans un hôtel, elle rencontre Eric avec qui elle se marie en vingt jours. Celui-ci l'abandonne et, de retour chez elle, elle propose à un voleur de trains de se faire passer pour son mari.

## Distribution
- Lina Yegros : Estrella
- Rafael Durán : Miguel
- Luis Villasiul : Don Nico
- Jorge Greiner : Julio Amaiz
- Lily Vicenti : Condesa
- Ana María Campoy : Fifí
- Juanita Mansó : la grand-mère